# Great Wakering
Great Wakering – wieś i civil parish w Anglii, w hrabstwie Essex, w dystrykcie Rochford. Leży 31 km na południowy wschód od miasta Chelmsford i 66 km na wschód od Londynu. W 2011 roku civil parish liczyła 5587 mieszkańców. Great Wakering jest wspomniana w Domesday Book (1086) jako Wachelinga.